# Đặng Xuân Phong
Đặng Xuân Phong (chữ Hán: 鄧春鋒) là một tướng lĩnh cao cấp của phong trào Tây Sơn trong lịch sử Việt Nam.

## Hành trạng
Đặng Xuân Phong người làng Dũng Hòa, Tây Sơn Hạ (Bình Khê), phủ Quy Nhơn, võ nghệ cao cường, sức mạnh hơn người. Có tài cưỡi ngựa bắn cung. Đặng Xuân Phong là người lúc nào cũng đồng cam cộng khổ, xẻ đắng chia bùi với quân sĩ, lần nào đánh cũng thắng, cho nên trong quân lúc bấy giờ gọi là "Lũy Tiệp Tướng Quân" (Tướng quân nhiều lần thắng trận).
Đặng Xuân Phong tham gia vào phong trào Tây Sơn muộn hơn những tướng lĩnh khác như Trần Quang Diệu, Ngô Văn Sở, Lê Văn Hưng.
Tánh ưa nhàn, không thích công danh, nên khi nhà Tây Sơn chiêu mộ anh tài, Xuân Phong không ra hưởng ứng. Một hôm Bùi Thị Xuân đang đứng ở vườn trầu Kiên Mỹ, chợt thấy một tráng sĩ trẻ tuổi tay cầm côn đồng, vai mang cung sắt, mình cưỡi ngựa ô truy, từ thôn Thuận Nghĩa chạy lên Phú Lạc. Thái độ hiên ngang, tướng mạo trung hậu. Nữ tướng thầm khen, theo dõi dò xét. Đến chân hòn Trưng Sơn, tráng sĩ giục ngựa lên núi. Đường núi gập ghềnh mà ngựa chạy như trên đất bằng. Ngựa chạy quanh quất một hồi lâu rồi dừng nơi một khoảnh đất trống bằng phẳng nằm lưng chừng núi. Chợt một bầy quạ bay ngang qua. Tiếng kêu rộn ràng. Tráng sĩ liền trương cung bắn ra liên tiếp 5 phát: 5 con quạ như 5 quả chín rụng xuống. Rồi tráng sĩ xuống ngựa, tháo yên cương cho ngựa ăn cỏ, còn mình thì cầm côn tập võ. Tiếng gió vun vút, khí lạnh bao quanh. Diễn tập liên tiếp ba bốn bài mà sắc mặt vẫn không thay đổi, hơi thở vẫn điều hòa. Thời gian quá hơn nửa buổi thì thắng ngựa trở về.
Dò biết được lai lịch của tráng sĩ là Đặng Xuân Phong và Trưng Sơn là nơi tráng sĩ thường đến tập luyện. Bùi Thị Xuân trọng tài tiến cử lên Nguyễn Văn Nhạc.
Đầu năm 1775, Nguyễn Văn Nhạc triệu hồi Nguyễn Huệ đang trấn giữ căn cứ An khê về thành Qui Nhơn để tấn công đánh Phú Yên. Trên đường hành quân, Nguyễn Huệ theo lời giới thiệu của nữ tướng Bùi Thị Xuân đã ghé lại làng Dõng Hòa thu nhận Đặng Xuân Phong và đoàn tráng binh của ông tại Gò Ngựa. Đại tổng lý Bùi Thị Xuân cùng với Đại Tổng lý Võ Đình Tú xuống Dõng Hòa mời họ Đặng tham gia đại sự. Không đợi thuyết phục, họ Đặng hưởng ứng ngay lời mời của họ Bùi, họ Võ. Từ đó Đặng Xuân Phong theo nghĩa quân và đã tham gia trận Phú Yên.
Tháng 7 năm 1775, Đặng Xuân Phong theo đoàn quân Nguyễn Huệ và đã tham gia trận Phú Yên. Tống Phước Hiệp và Tây Sơn vương Nguyễn Nhạc đang thương lượng về việc lấy nghĩa phò Đông cung Nguyễn Phúc Dương. Bất ngờ quân Tây Sơn qua đèo Eo Gió vượt sông La hai tập kích thành Phú Yên. Quân Nguyễn ra ứng chiến nhưng cả mặt trước và sau đều bị quân Tây Sơn ập vào đánh phá dữ dội. Quân Nguyễn hoảng hốt bối rối. Tướng Nguyễn Văn Hiền bị Đặng Xuân Phong bắn chết tại trận. Cai cơ Nguyễn Khoa Kiên bị Nguyễn Huệ bắt sống. Chủ tướng Tống Phước Hiệp phải bỏ thành tẩu thoát về Nam.
Theo Nhà Tây Sơn của Quách Tấn - Quách Giao thì Đặng Xuân Phong tham gia đánh dẹp hai cựu thần tôn thất nhà Nguyễn ở Quảng Nam là Tôn Thất Quyền và Tôn Thất Xuân. Không phải dùng nhiều công sức, Đặng Xuân Phong mới giao chiến lần đầu đã lấy ngay được Thăng Bình, rồi Điện Bàn. Giết được tướng nhà Nguyễn là Tôn Thất Quyền và Tôn Thất Xuân.
Quảng Nam được dẹp yên, Tây Sơn vương gọi Nguyễn Văn Xuân ở Quảng Nghĩa về Quy Nhơn.  Đặng Xuân Phong được cử thay thế làm Trấn thủ Quảng Nghĩa với chức Thống chế quân mã trấn Quảng Nam, cùng với Nguyễn Văn Tuyết trấn thủ Quảng Nam.
Từ năm 1776 - 1786, quân Trịnh nhiều lần khẩn bức Quảng Nam, nhưng đều bị Đặng Xuân Phong đánh bại.
Năm 1786 vua Thái Đức biết trấn thủ Thuận hóa Phạm Ngô Cầu là người nhu nhược, vô mưu, lại tham lam chẳng ngó ngàng gì đến việc binh, nên vua sai Nguyễn Huệ làm Tiết chế đem quân thủy bộ ra đánh Thuận hóa. Đặng Xuân Phong được làm Trung quân dưới trướng.
Sau khi Nguyễn Huệ lấy được Thuận Hóa và ra Bắc đánh Trịnh, Đặng Xuân Phong được Tiết chế Nguyễn Huệ giao nhiệm vụ giữ đất Thuận hóa.
Năm 1787, Bắc Bình vương Nguyễn Huệ phong cho Đặng Xuân Phong chức Kinh lược An phủ sứ bộ Thuận hóa.
Khi đóng đô ở Phú Xuân, Lễ bộ Thị lang Bùi Đắc Tuyên muốn mua vui cho Thái tử Quang Toản đã khiến Võ Đình Tú và Đặng Xuân Phong đấu với nhau, Quang Trung Hoàng Đế biết được đã trách phạt Bùi Đắc Tuyên.
Năm 1792, vua Quang Trung băng hà. Vua Thái Đức sai Đặng Xuân Phong cùng Võ Xuân Hoài ra Phú Xuân mang lễ vật phúng điếu.Tang lễ xong, Đặng Xuân Phong được vua Cảnh Thịnh lưu lại Phú Xuân.
Năm Cảnh Thịnh thứ hai (1793), Thái sư Bùi Đắc Tuyên nắm chính quyền, việc gì cũng quyết đoán cả, lại triệt thoái quân canh phòng, Đặng Xuân Phong trở về chầu vua được phong chức Tả quân Đô đốc Tây lộ An phủ sứ.
Vua Thái Đức băng (1793), sự nghiệp Tây Sơn lọt hết vào tay Cảnh Thịnh, Đặng Xuân Phong thường thầm than: "Ôi ứng mệnh trời cũng nhờ ở thuận lòng người. Nay luân thường đã mất, cơ nghiệp làm sao vững bền!" Rồi cái chết của Lê Văn Hưng, Ngô Văn Sở và sự phân chia, giết hại lẫn nhau của các đại thần làm cho Đặng Xuân Phong ngao ngán.
Năm Cảnh Thịnh thứ ba (1794), Đặng Xuân Phong được thăng chức Thái phó, ban tước Huyện Công Tuy Viễn.
Năm 1798, Nguyễn Văn Bảo bị giết, bà họ Trần đem con cháu lên An Khê lánh nạn, thì Đặng Xuân Phong từ quan lui về Dõng Hòa dưỡng lão.
Được năm năm, nghe tin Phú Xuân thất thủ, Vua Cảnh Thịnh chạy ra Bắc Thành, Công mở tiệc mời thân bằng cố hữu đến, nói:
Kẻ hào kiệt ra phò nhà Tây Sơn, phần nhiều đều là bậc trung nghĩa. Nhưng hầu hết đều dày công dày sức trong lúc xây dựng, mà không một ai đủ khả năng chống đỡ trong lúc ngã nghiêng! Nay mai mà Nguyễn Phúc Ánh thu trọn cả Bắc Nam, thì đất bằng nổi sóng, đám cựu thần nhà Tây Sơn, không còn chỗ đặt tay chân. Nếu đợi nước đến trôn, thì không còn nhảy kịp nữa.
Mấy hôm sau, có người đến thăm, thì thấy nhà không vườn trống. Đặng công đưa gia quyến đi lúc nào và đi về đâu, không một ai hay biết.. (Theo Nhà Tây Sơn của Quách Tấn - Quách Giao).